# Lovecraft & Witch Hearts
Lovecraft & Witch Hearts — сборник группы Cradle of Filth, вышедший в 2002 году, один из двух изданных в 2002 году (наряду с концертным альбомом «Live Bait for the Dead»), сделанных для завершения договора с Music for Nations перед уходом на Sony.

## Список композиций

### Диск 1 — Lovecraft
Составлен из композиций с альбомов, вышедших на Music for Nations.
1. Creatures That Kissed in Cold Mirrors (Midian) — 03:01
2. Dusk and Her Embrace (Dusk and Her Embrace) — 06:08
3. Beneath the Howling Stars (Cruelty And The Beast) — 07:37
4. Her Ghost in the Fog (Midian) — 06:25
5. Funeral in Carpathia ([Dusk and Her Embrace) (версия Be Quick or Be Dead) — 08:07
6. The Twisted Nails of Faith (Cruelty And The Beast) — 06:50
7. From the Cradle to Enslave (From the Cradle to Enslave) — 06:34
8. Saffron’s Curse (Midian) — 06:23
9. Malice though the Looking Glass (Dusk and Her Embrace) — 05:30
10. Cruelty Brought Thee Orchids (Cruelty And The Beast) — 07:16
11. Lord Abortion (Midian) — 06:54

### Диск 2 — Witch Hearts
Составлен из композиций с ограниченных и «альтернативных» (в зависимости от региона продажи) изданий альбомов, вышедших на Music for Nations.
1. Once upon Atrocity — 01:46
2. Thirteen Autumns and a Widow (Red October mix) — 07:14
3. For those Who Died (Return to the Sabbat mix) (кавер Sabbat) — 06:16
4. Sodomy and Lust (кавер Sodom) — 04:43
5. Twisting Further Nails — 05:30
6. Amor E Morte (Lycanthropy mix) — 07:15
7. Carmilla’s Masque — 02:53
8. Lustmord and Wargasm II — 07:45
9. Dawn of Eternity (кавер Massacre) — 06:19
10. Of Dark Blood and Fucking (Stripped to the Bone mix) — 06:00
11. Dance Macabre — 04:27
12. Hell Awaits (кавер Slayer) — 05:40
13. Hallowed Be Thy Name (кавер Iron Maiden) — 07:10